# كابوكي

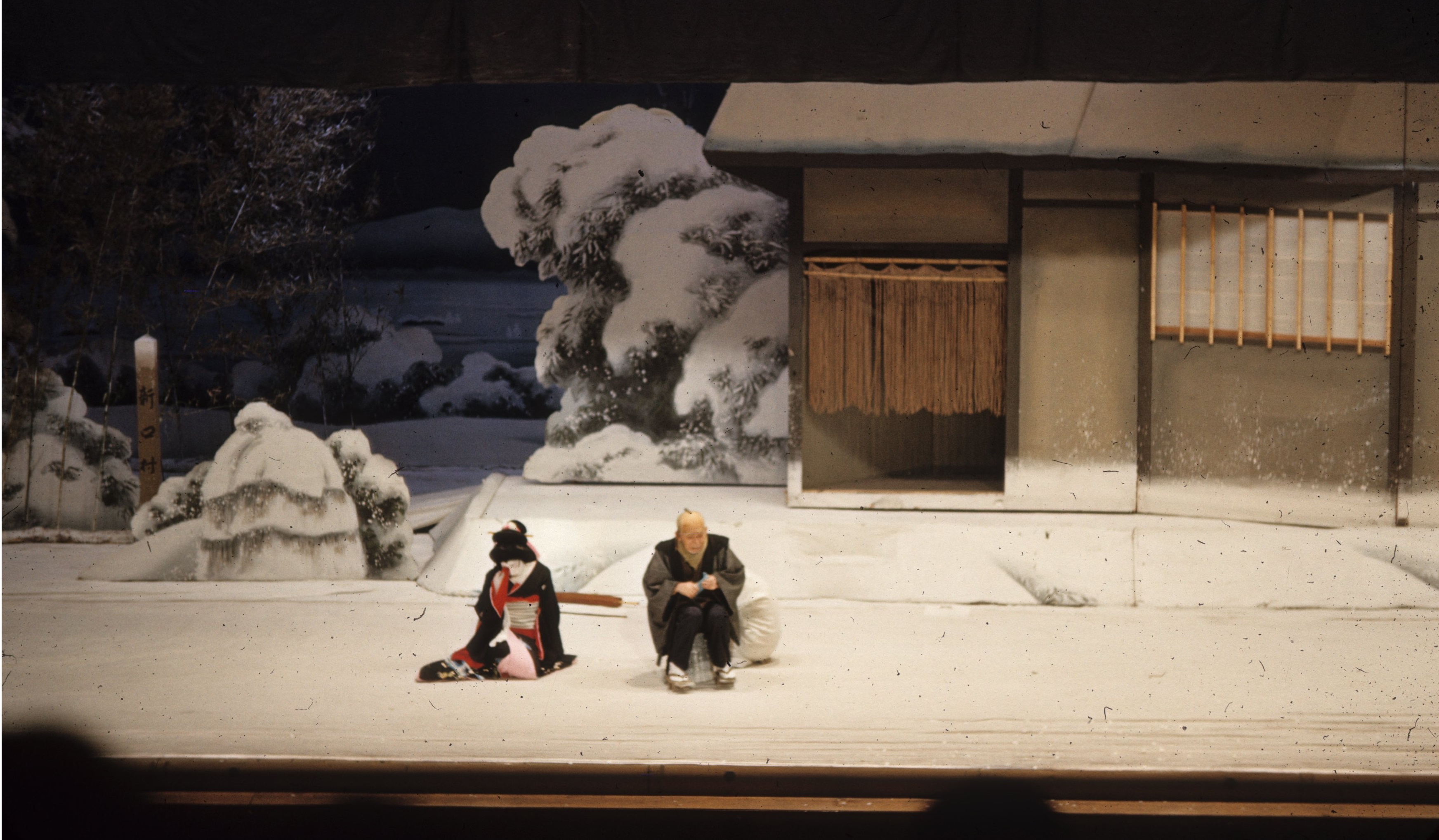
مقطع من مسرحية الكابوكي

كابوكي (باليابانية: 歌舞伎= غناء + رقص + حذاقة) من أنواع المسرح الياباني. يرجع تاريخ هذا المسرح إلى فترة إيدو. عكس فنون المسرح التي كانت سائدة آنذاك (كمسرح نو)، حظي هذا الفن بشعبية كبيرة، كان انتشار فن المسرح قبلها محصورا داخل أوساط رجال البلاط والنبلاء.

## التاريخ
عرف الـ«كابوكي» لأول مرة عندما قامت إحدى الكاهنات وتسمى «إزومو نو أوكوني» بتقديم عرض ديني عام 1603 م. حظي هذا الفن بشعبية واسعة في المدن الكبيرة، وكانت الفرق المسرحية الأولى مشكلة إما من الرجال أو النساء، فتوجب على الرجال تمثيل الأدوار النسائية والعكس صحيح. كان الاعتقاد سائدا بأن النساء الممثلات في هذا المسرح منحطات أخلاقيا. فقررت الحكومة منعهم من مزاولة هذا النشاط عام 1629 م. قبل هذا الحظر، كان مسرح خاص آخر قد بدأ ينتشر منذ 1612 م، يؤدي فيه الصبيان الأدوار النسائية، وأصبحت هذه الفرق مشهورة جدا عندما تم حظر تمثيل النساء. ثم اكتشف الحكومة أن الصبيان الذين يمثلون الأدوار النسائية يمكن لهم هم أيضا أن تصيبهم عدوى الانحطاط الأخلاقي، فتم منع هذه الفرق عام 1653 م، واشترط على الممثلين من الرجال أن يبلغوا سنا متقدمة من النضج للقيام بهذه الأدوار. تقوم بعض الممثلات اليوم بمحاولات لاقتحام خشبة المسرح من جديد، إلا أن نجوم هذه الأدوار (النسائية) لا زالوا كلهم من الرجال.

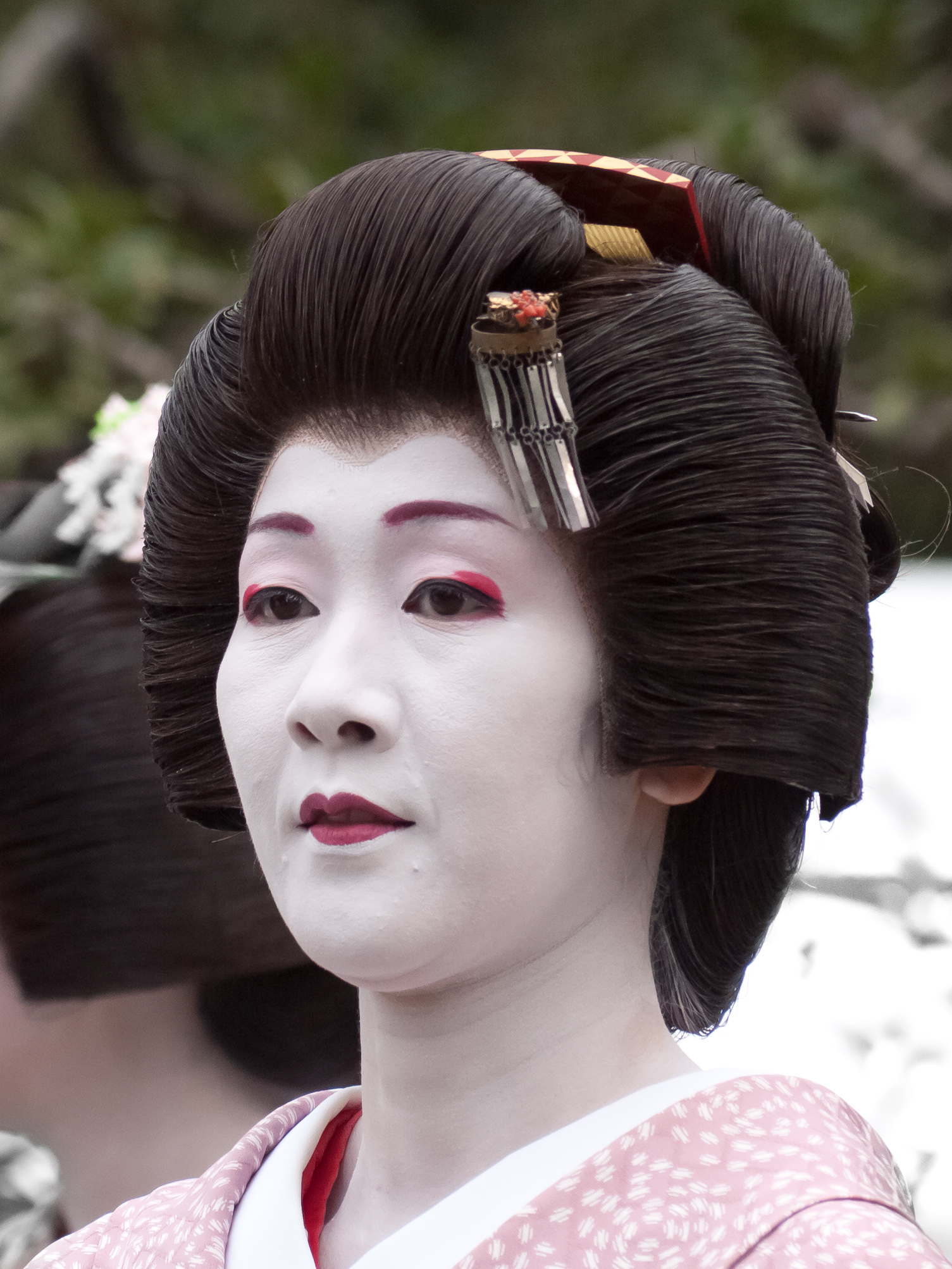
ممثلة كابوكي بالمساحيق

## الخصائص
من أهم الخصائص التي تميز هذا المسرح عن غيره هي خشبته التي يمكن أن تلف حول نفسها، وهي مزودة بالعديد من اللوازم، على غرار الأبواب الخفية، والتي يمكن للممثلين الاختفاء من خلالها ثم الظهور مرة ثانية. بالإضافة إلى الجسر الصغير (花道 == Hanamichi = طريق الزهور) والذي يمر عبره الممثلين إلى الخشبة، ويتوجب عليهم أثناء ذلك اجتياز جمهور الحاضرين. ومن أهم مميزات هذه المسرح اللحظات التي يقف فيها الممثل ساكنا بدون حراك (Mie == 見得).
أثناء الفترة الأولى كان الرجال والنساء يؤدون العروض. ثم في فترة لاحقة منع النساء من التمثيل. استمر العمل بهذا الحظر حتى أيامنا هذه. يقوم بعض الرجال من ممثلي الـ«كابوكي» بالتخصص في لعب الأدوار النسائية، ويسمون في اللغة المحلية «أوناغاتا» (Onnagata = 女形).
يقوم الممثلون بتجميل وصبغ وجوههم (على عكس «مسرح نو» حيث يقوم الممثلون بارتداء الأقنعة)، ويستعمل هؤلاء ألوان وأشكالا مختلفة من المواد، ويستطيع المتفرج أن يخمن من خلالها شخصية الدور الذي يؤديه الممثل. يحدث أثناء فترة الاستراحة، أن يقوم أحد الأشخاص من أنصار أحد الممثلين بالصراخ عاليا باسم الممثل في القاعة. ويستهجن بعض الغربيين هذه العادة لكونها غريبة في المسارح الأخرى.

## المواضيع والعروض
تتناول المواضيع التي يقدمها المسرح الأحداث التاريخية، الحوادث الأخلاقية كالعلاقات العاطفية وغيرها. وغالبا تكون شخصية أحد رجال الساموراي محورا للقصة. ويمكن تقسيم هذه المواضيع إلى ثلاثة أقسام:
- العروض التاريخية (Jidai mono = 時代物)

- عروض تتناول الحياة اليومية (Sewa mono = 世話物)

- العروض الغنائية (Shosagoto = 所作事)

يتخاطب الممثلون باستعمال إحدى اللهجات اليابانية القديمة، ويصعب على بعض اليابانيين فهمها. تستعمل نغمة واحد أثناء الكلام. تصاحب فرقة موسيقية العرض، وتعزف بعضا من القطع التقليدية اليابانية.

## أشهر العروض
- كاناديهون تشوشنغورا
- كانجينشو
- يوشيتسونه سينبون زاكورا: على قصة ميناموتو نو يوشي-تسونه عند هربه من عناصر أخيه ميناموتو نو يوريتومو.